# Здание акимата Павлодарской области
Здание акимата Павлодарской области (каз. Павлодар облысы әкімдігінің ғимараты) — административное здание в Павлодаре, в котором расположен аппарат акима Павлодарской области. Построено в 1961 году по проекту архитектора Георгия Гальченко. Входит в список памятников истории и культуры местного значения Павлодарской области под названием «Административное здание» (каз. Әкімшілік ғимарат).

## Архитектура
Здание представляет собой типичный образец советской архитектуры общественных зданий конца 1950-х — начала 1960-х годов. Требование к архитекторам того времени строить без архитектурных излишеств определило строгость общего облика здания
Здание — четырёхэтажный лаконичный объём, в плане Т-образный, главным протяжённым фасадом стоит по продольной оси Центральной площади города. Имеет характерный неглубокий рельеф поверхности главного фасада, традиционный приём организации архитектурных форм — вертикальный ритм симметричной композиции равномерного ряда лопаток и оконных проёмов и горизонталей высокого цоколя и венчающего карниза. Главный вход подчёркнут прямоугольным аттиком с флагштоком и гербом в центре.
В 1990-е годы здание было покрыто плиткой, что изменило его первоначальный вид, который был построен на контрасте выделенных светлой побелкой пилястр, тяг карниза и элементов декора с основным тёмным фоном штукатурных стен фасадов.